# Nilo (mitología)

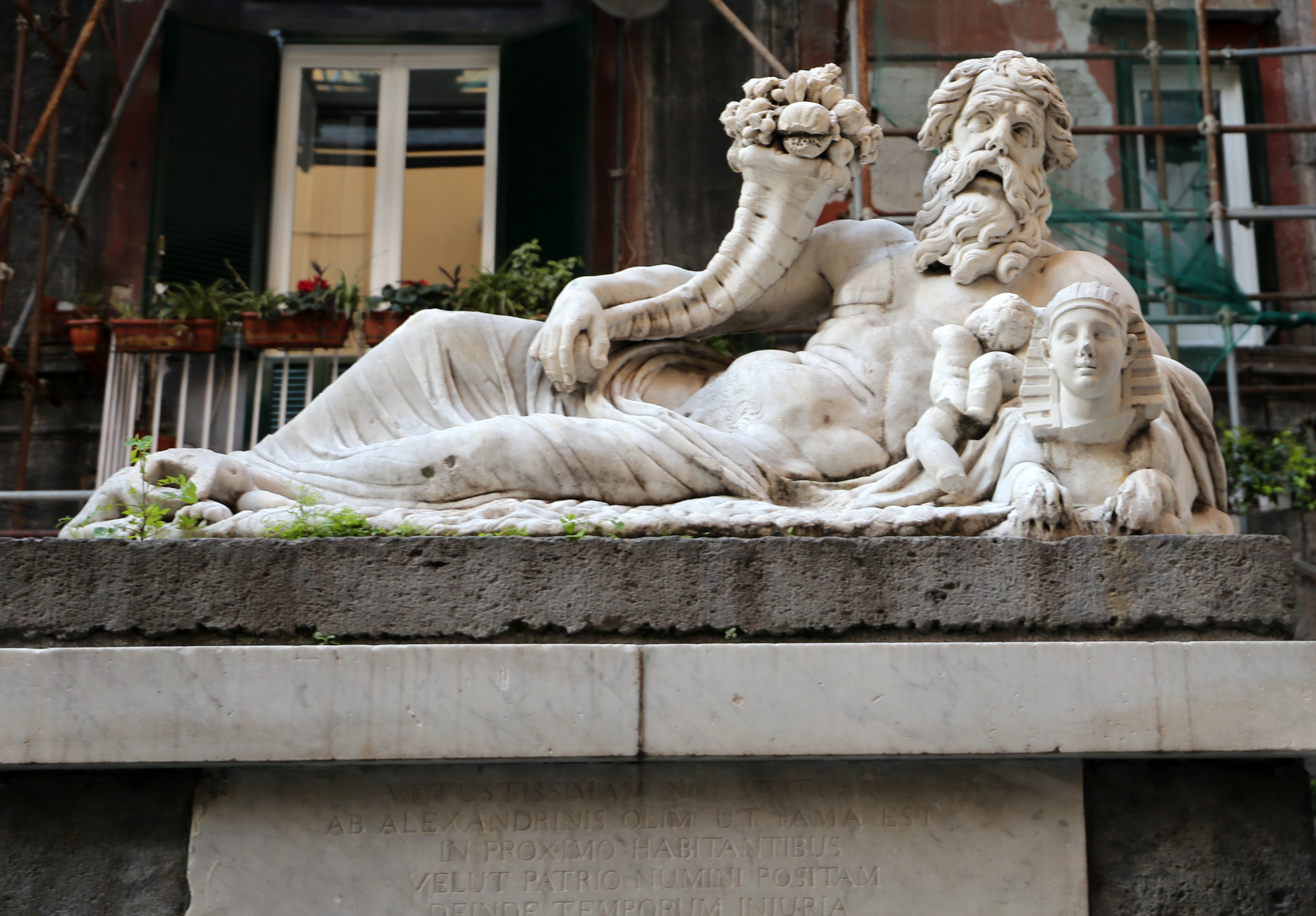
Estatua del dios Nilo en Nápoles, Italia.

Nilo (en griego antiguo Νείλος, Neílos, latín Nilus), en la mitología griega, es el dios fluvial asociado al río Nilo. La tradición hesiódica le supone hijo de Océano y Tetis, como todos los dioses fluviales. Sin embargo, para Píndaro sería hijo de Crono. Esquilo, que es una de las referencias más antiguas, nos habla de su extensa longitud: «el dilatado Nilo, el río que tan fertiliza». Ío dio a luz al hijo de Zeus, Épafo, junto a las riberas del río Nilo.
Homero lo menciona varias veces con el nombre de Egipto (Αἴγυπτος, Aigyptos): habla de las «aguas de Egipto que provienen de los dioses» (Αἰγύπτοιο, διιπετέος ποταμοῖο; Aigýptoio, diipetéos potamoîo). Tzetzes dice que el río llevó numerosos nombres: primero se llamó Océano, luego Egipto, después Nilo y finalmente se le conoció con Tritón.
Nilo tuvo varias hijas, entre ellas las náyades Menfis (esposa de Épafo), Anquínoe (esposa de Belo), Quíone (convertida en nieve), Ánipe (madre de Busiris), Eurírroe (esposa de Egipto), Europa (consorte de Dánao y madre de las cincuenta Danaides), y Tebe (amante de Zeus). La única consorte citada de Nilo es una tal Calírroe, a la que presuponemos una de las ninfas, y que es citada como la madre de Quíone. Algunas versiones señalan que también tuvo un hijo, llamado Nilo Anjmemifis.[cita requerida]
Cicerón, autor latino, dice que al menos cuatro dioses olímpicos son hijos del Nilo, pero se refiere a ellos como las versiones romanas de algunos dioses egipcios. Así dice que el tercer Sol (Helios) se dice nacido de Vulcano (Hefesto), hijo de Nilo, cuya ciudad, según pretenden los egipcios, es la llamada «Heliópolis». El mismo autor dice que Nilo fue también padre del cuarto Mercurio (Hermes), y los egipcios consideran ilícito nombrarlo. También opina que el segundo Dioniso nació de Nilo, y es el que —según se dice— destruyó a una tal Nisa. De la misma manera la segunda Minerva (Atenea) es hija de Nilo, y es a la que los egipcios rinden culto en Sais. Cicerón se refiere implícitamente a la diosa Neit.
Épafo fue rey de los egipcios y se desposó con Menfis, hija del Nilo; en su nombre fundó la ciudad de Menfis y engendró una hija, Libia, epónima de ese país. Libia fue madre de Belo y Agénor. Belo estableció en Arabia a su hijo Egipto; éste subyugó el país de los melámpodes («pies negros») y lo denominó Egipto, como él. El propio Egipto se habría desposado con Eurírroe, hija de Nilo, y esta le alumbró hasta cincuenta hijos. A pesar de que representaba al río Nilo, la importancia global del dios Nilo en la mitología griega es muy pequeña. Si hubiera sido un dios egipcio su importancia habría sido mucho mayor.
Para Higino la constelación de Erídano podría representar a Nilo.